# Tsunako
Tsunako (つなこ) (つなこ) là một người sáng tạo trò chơi điện tử và họa sĩ minh họa Nhật Bản từ tỉnh Okayama, người làm việc cho Idea Factory. Cô đã thiết kế và minh họa các nhân vật cho các trò chơi và phương tiện in khác nhau..

## Tiểu sử
Tsunako đã gia nhập nhà Idea Factory vào năm 2007, bắt đầu với tư cách là người sáng chung cho các trò chơi như Spectral Gene và Cross Edge. Sau đó, cô đã trở người thiết kế nhân vật chính cho series Hyperdimension Neptunia và đã ký một thỏa thuận với tác giả light novel Tachibana Kōshi để minh họa cho light novel Date A Live. Cô cũng minh họa cho trò chơi như Sei Madou Monogatari. Cô ấy xếp thứ 6 trên  Kono Light Novel ga Sugoi! 2014 Bảng xếp hạng Illustrator hàng đầu.

## Các Công Việc Chính

### Game
- Spectral Gene (2007, PS2): in-game sprite designer
- Spectral Force Genesis (năm 2008, NDS): thiết kế nhân vật
- Cross Edge (2008, PS3/X360): thiết kế nhân vật trong trò chơi ma hoạ
- Trinity Universe (2009, PS3): tự thiết kế và chính thức nghệ thuật
- Hyperdimension Neptunia (2010, PS3): thiết kế nhân vật và art chính thức
- Hyperdimension Neptunia Mk2 (2011, PS3)
- Hyperdimension Neptunia Victory (2012, PS3)[5]
- Hyperdimension Idol Neptunia PP  (2013, PSVita)
- Hyperdimension Neptunia Re;Birth 1  (2013, PSVita)
- Date A Live: Rinne Utopia (2013 PS3): in-game sprite illustrator[6]
- Fairy Fencer F (2013, PS3): thiết kế nhân vật và art chính thức[7]
- Hyperdevotion Noire: Goddess Black Heart (2014, PS)
- Hyperdimension Neptunia Re;Birth 2: Sisters Generation (2014. PSVita)
- Date A Live: Ars Install (2014, PS3)
- Hyperdimension Neptunia U: Action Unleashed (2014, PSVita)
- Hyperdimension Neptunia Re;Birth 3: V Century (2014, PSVita)
- Fairy Fencer F: Advent Dark Force (2015, PS4)
- Megadimension Neptunia VII (2015, PS4)
- Date A Live Twin Edition: Rio Reincarnation (2015,PSVita)
- MegaTagmension Blanc + Neptune vs. Zombies (2015, PSVita)
- Superdimension Neptune vs. Sega Hard Girls (2015, PSVita)
- Cyberdimension Neptunia: 4 Goddesses Online (2017, PS4)

### Light novel
- Date A Live (2011): thiết kế nhân vật và minh họa[8]
- Hyperdimension Neptunia: Highschool (超次元ゲイム ネプテューヌ はいすくーる? 2012) (超次元ゲイム ネプテューヌ はいすくーる? 2012)[a]: thiết kế nhân vật và minh họa[9]